# Ośrodek kuratorski
Ośrodek kuratorski – placówka o charakterze otwartym, która prowadzi w miejscu zamieszkania nieletnich działalność profilaktyczną, opiekuńczo-wychowawczą i resocjalizacyjno-terapeutyczną. Ośrodek kuratorski, to również jeden ze środków wychowawczych, określonych w ustawie o postępowaniu w sprawach nieletnich. Do ośrodka kierowani są nieletni na podstawie orzeczeń sądowych, którzy wykazują symptomy demoralizacji lub dopuścili się czynu karalnego. Podejmowane w ośrodku działania zmierzają do zmiany postaw u nieletnich w kierunku społecznie pożądanym, zapewniającym prawidłowy rozwój ich osobowości. Odbywa się to w szczególności poprzez:
- zaspokajanie potrzeb osobowościowych,
- rozwiązywanie problemów psychicznych,
- uczenie samodzielnego radzenia sobie z trudnościami życiowymi,
- eliminowanie zaniedbań wychowawczych i edukacyjnych oraz wyrównywanie zaniedbań środowiskowych,
- wdrażanie do przestrzegania norm społecznych,
- rozwijanie zainteresowań,
- wyrabianie właściwych nawyków spędzania czasu wolnego,
- rozładowywanie napięć emocjonalnych,
- kształtowanie poczucia odpowiedzialności i opiekuńczości[2].

Ośrodki kuratorskie tworzy przy sądzie rejonowym i znosi prezes sądu okręgowego. Odbywa się to na wniosek prezesa sądu rejonowego i po zasięgnięciu opinii kuratora okręgowego. Przy sądzie rejonowym może działać więcej niż jeden ośrodek. Zależy to od potrzeb lokalnych przy jednoczesnym uwzględnieniu liczby spraw nieletnich oraz stopnia ich demoralizacji. Ośrodki mogą być także sprofilowane pod kątem stopnia demoralizacji nieletnich. Zajęcia w ośrodku kuratorskim, które mogą odbywać się również poza jego siedzibą, jeżeli może to przynieść skutek wychowawczy, prowadzi się przede wszystkim z wykorzystaniem prawideł związanych z metodami pracy:
- grupowej,
- z indywidualnym przypadkiem,
- środowiskowej,

Polegają one na organizowaniu nieletnim czasu wolnego, nawiązywaniu współpracy ze środowiskiem, prowadzeniu terapii, udzielaniu pomocy w usuwaniu zaniedbań wychowawczych i edukacyjnych. Zajęcia odbywają się w ośrodku w wymiarze nie krótszym niż 20 godzin tygodniowo i prowadzą je kierownik ośrodka, będący jednocześnie rodzinnym kuratorem zawodowym oraz rodzinni kuratorzy zawodowi i społeczni. Natomiast zajęcia stricte terapeutyczne mogą prowadzić wyłącznie  osoby posiadające uprawnienia terapeutyczne. Podczas pobytu w ośrodku, nieletni ma zapewnione wyżywienie.